# Snöleopard
Snöleopard (Panthera uncia), även irbis, är ett kattdjur som lever på hög höjd i bergsregioner i Himalaya och Centralasien. Den ingår i släktet Panthera, men arten blev tidvis listad i ett eget släkte, Uncia. Snöleoparden är listad som sårbar på IUCN:s rödlista.

## Utseende
Snöleoparden har en kroppslängd på mellan 0,9 och 1,3 meter och väger 25-75 kilogram. Vanligen blir en hane mellan 45 och 55 kg tung medan den genomsnittliga honan väger 35 till 40 kg. Artens mankhöjd är cirka 60 cm. Den randiga svansen är mycket lång (nästan lika lång som kroppslängden), yvig och tät, och används dels för att hålla balansen vid klättring och dels som skydd för nos och mun vid extrem kyla. Hanen har bredare ansikte än honan. Tassarna är stora med tjock päls och fungerar liksom hos lodjur som snöskor. Den tjocka och lite yviga pälsen är ljust grågul med fläckar liknande leopardens. Strupen och magen är vita.

## Systematik
Arten listades redan i tidiga taxonomiska avhandlingar till släktet Panthera. På grund av några avvikande egenskaper förtecknades snöleoparden en längre tid i det monotypiska släktet Uncia. Bland annat skiljer den sig från de andra kattdjuren i släktet Panthera genom att den inte kan ryta. Två molekylärgenetiska studier från 1996 (Janczewski et al.) respektive 2006 (Johnson et al.) hade däremot resultatet att arten tillhör släktet Panthera.
Artepitet uncia är ett av de latinska orden för lodjur. Det valdes troligtvis på grund ev den liknande storleken.

## Utbredning och biotop
Snöleoparden lever i bergsregioner i Himalaya och Centralasien och tillbringar den mildare årstiden ovanför trädgränsen på upp till 6000 meters höjd, men tar sig ner till lågläntare skogsområden på omkring 2000 meters höjd under vintern. Utbredningsområdet sträcker sig från Altaj i södra Ryssland västerut till Pamir och söderut till Indien, Nepal och Bhutan. Arten förekommer i många från varandra skilda populationer.

## Ekologi
Förutom vid parningstiden lever snöleoparderna i stor utsträckning ensamma. Dess främsta jaktmetod består av bakhåll, gärna uppifrån. Arten är opportunistisk och tar alla byten som finns tillgängliga, getter, vildfår, vildgetter, murmeldjur, pipharar och även mindre tamboskap. I extrema fall kan de anfalla jak, ett stort oxdjur tre gånger rovdjurets storlek.

## Snöleoparden och människan

### Status och hot
Populationen beräknas till mellan 4000 och 7000 individer. Dess kroppsdelar används i traditionell kinesisk medicin och den jagas på grund av sin unika päls. Den främsta orsaken till att snöleoparden är hotad är emellertid att den äter tamboskap, främst getter och får. De djur som snöleoparderna tar är ofta de som har halkat efter hjorden – de föredrar egentligen vilda byten. De vilda bytena är dock fåtaliga och kräver en svår språngjakt över branta bergsklippor. 
Ett sätt att undvika att tamdjuren blir tagna är att inte låta dem beta i de oländigaste områdena där det är lätt att herden tappar uppsikt över dem. Det skulle tillsammans med bättre nattfållor kunna minska förlusterna av tamdjur betydligt.
Om snöleoparderna ska överleva krävs att lokalbefolkningen tolererar dem. Att minska risken för att tamdjur blir tagna är ett steg i den riktningen, men några djur kommer alltid att bli uppätna av rovdjur. Därför behövs det också andra åtgärder. 
Snow Leopard Trust arbetar till exempel med försäkringar som ersätter förluster av djur och med bevarandeprogram där snöleopardens värde för turism tas tillvara.
Det är inte känt att snöleoparden angripit människor.

### Snöleoparden som symbol
Snöleoparden används som symbol i flera olika sammanhang. Bland annat som återfinns en bevingad snöleopard (Aq Bars) i ryska republiken Tatarstans statsvapen och är symbol för såväl tatarer som kazaker. Snöleopardsorden var en sovjetisk utmärkelse som utdelades till bergsbestigare som bestigit samtliga fem bergstoppar på över 7000 meters höjd i Sovjetunionen. Snöleoparden är även symbol för Kirgizistans flickscoutförbund och Apples operativsystem OS X 10.6 går under namnet "Snow Leopard". Skidmärket Dynafit använder sig av snöleoparden som logotyp. Företaget har även en fond för snöleoparden.